# Peykan

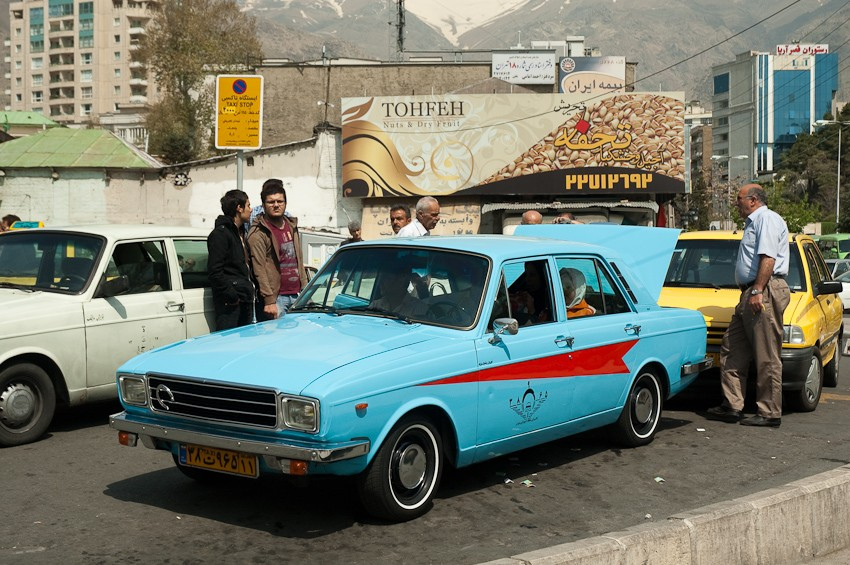
Un taxi Peykan sur la place Tajrish à Téhéran.

La Peykan (en persan : پیکان, la flèche) est une automobile qui a été fabriquée par la société iranienne Iran Khodro. Cette voiture a joui d'une grande popularité en Iran de la fin des années 1970 au début des années 1990. Elle est aussi fabriquée au Kenya et a été remplacée par la Samand.

## Origine
La Peykan était dérivée de la Hillman Hunter de 1966, conçue et fabriquée par le groupe britannique Rootes. Le design fut introduit en Iran par Mahmoud Khayami,  cofondateur et actionnaire de la société et de l'usine Iran Khodro, à l'époque « Iran National ».

## Production
En 1969, Rootes commença à vendre des Hunter à Iran Khodro sous forme de kits tout prêts destinés à l'assemblage en Iran. En 1978, Peugeot prit la suite de Rootes après que celle-ci fut absorbée par la filiale européenne de Chrysler. Les outils de production furent acheminés vers l'Iran et la voiture fut complètement fabriquée sous licence Peugeot jusqu'en 2005.